# Mont-Saint-Michel

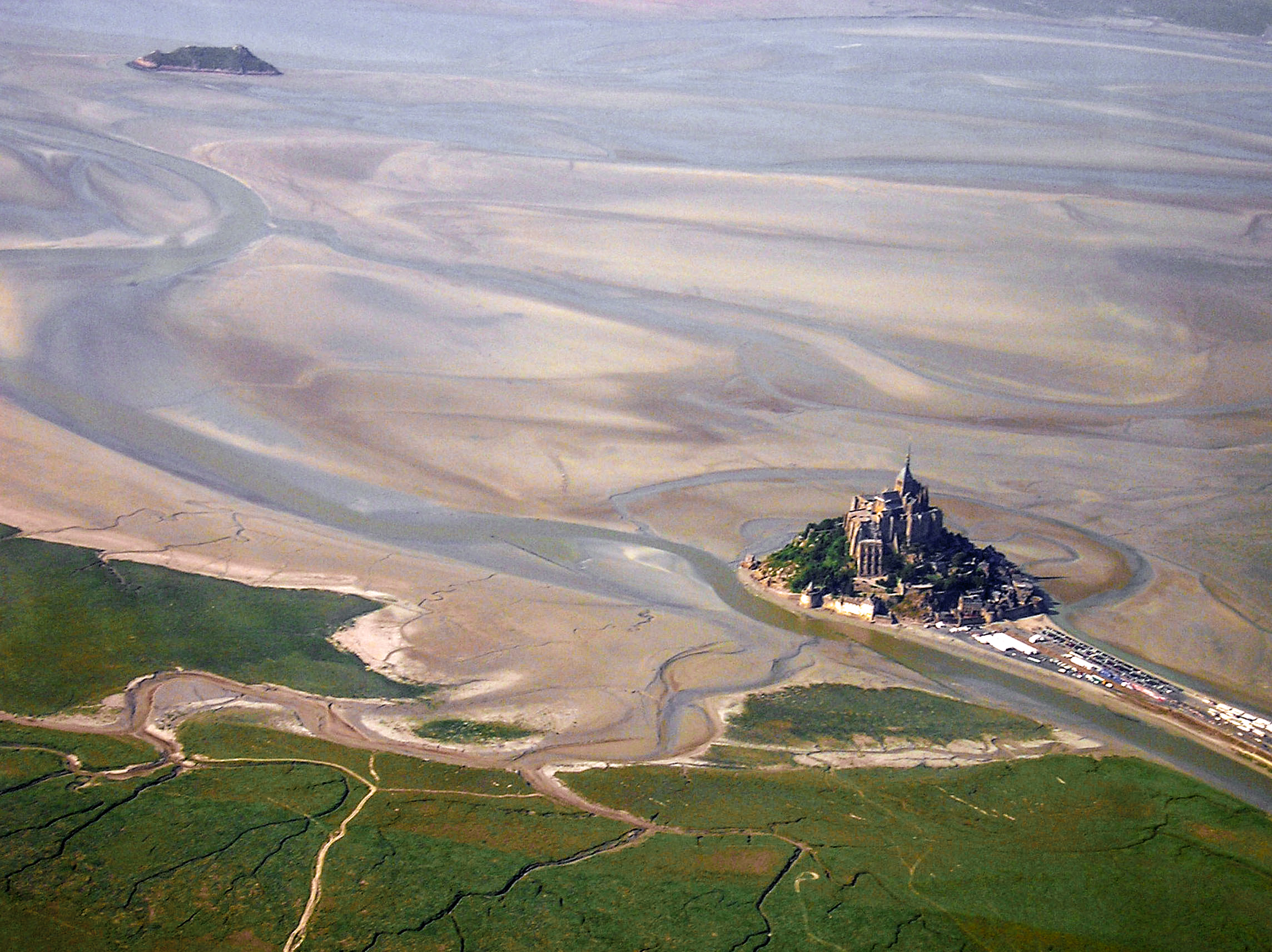
Mont Saint Michel sett från luften vid lågvatten.

Le Mont-Saint-Michel är en fransk kommun och ett kloster i departementet Manche, Normandie, vid gränsen till Bretagne i norra Frankrike. Kommunen betraktas som ett världsarv enligt Unesco och är en av de minsta i landet med sina 23 invånare (2022).
Mont-Saint-Michel har blivit kallat en av Frankrikes mest betagande syner. Det slottsliknande komplexet med kloster och klosterkyrka ligger högt uppe på ett berg på halvön Mont-Tombe mitt ute i Atlantens vatten. Då och då blir Mont-Tombe till en ö i och med att tidvattnet översvämmar den permanenta landbrygga (numera delvis ombyggd till bro) som sedan 1875 förbinder klostret med fastlandet 1 km bort. I omgivningen finns det enbart låga slätter samt leran på Atlantens botten, som emellanåt dyker upp ur vattnet, vilket gör Mont-Saint-Michel ännu mer häpnadsväckande. Platsen är ett av Frankrikes mest populära turistmål med runt 3 miljoner besökare varje år.

## Historia
Från början var klostret ett enkelt kapell som kyrkoherden S:t Aubert uppfört på bergets topp år 708. Enligt legenden ska han ha blivit tillsagd av ärkeängeln Mikael (franska: Saint Michel) i en dröm att han skulle bygga ett kloster på den halvön, men när Aubert vaknade på morgonen trodde han att allt varit en inbillning. Ängeln återvände till honom i sömnen några dagar senare och frågade varför Aubert inte byggt något kloster, men Aubert trodde trots det att han bara inbillade sig ängeln. Mikael kom därför tillbaka till Aubert en tredje gång och satte då sin tumme mot Auberts panna och efterlämnade ett hål i pannbenet. Aubert blev därmed övertygad och påbörjade redan nästkommande morgon sitt arbete med att uppföra klostret. Auberts huvud med hålet efter ängelns tumme finns än idag kvar och finns att se i en närliggande kyrka. Idag finns det en gjuten staty i guld högst upp på klostrets högsta torn föreställande ängeln Mikael.
År 966 bosatte sig en grupp benediktinermunkar på ön och innan millennieskiftet uppfördes en kyrka. Under 1000-talet uppfördes en romansk klosterkyrka och ett kloster som senare byggdes ut. Efter en donation från kung Filip II August under 1200-talet byggdes ytterligare sektioner, tre våningar höga i gotisk stil, inklusive korsgång och matsal. Under hundraårskriget byggdes ytterligare förstärkningar.
Under franska revolutionen användes klostret som fängelse och under 1800-talet genomgick det renoveringar.

## Befolkningsutveckling
Antalet invånare i kommunen Le Mont-Saint-Michel
| Referens: INSEE |